# Mambahn Kabah District
Mambahn Kabah eller Mambah Kaba är ett distrikt i Liberia. Det ligger i Margibi County, i den västra delen av landet, 30 km öster om huvudstaden Monrovia.